# رودلف غولشميدت
رودلف غولشميدت (بالألمانية: Rudolf Goldschmidt)‏ هو مخترِع ومهندس وأستاذ جامعي ألماني، ولد في 19 مارس 1876 في نويبوكو في ألمانيا، وتوفي في 30 أكتوبر 1950 في لندن في المملكة المتحدة.